# شهرک امام خمینی (اقلید)
شهرک امام خمینی (اقلید)، روستایی از توابع بخش سده شهرستان اقلید در استان فارس ایران است.

## جمعیت
این روستا در دهستان آسپاس قرار دارد و براساس سرشماری مرکز آمار ایران در سال ۱۳۸۵، جمعیت آن ۲۹۸ نفر (۶۲خانوار) بوده‌است.